# Kempinski

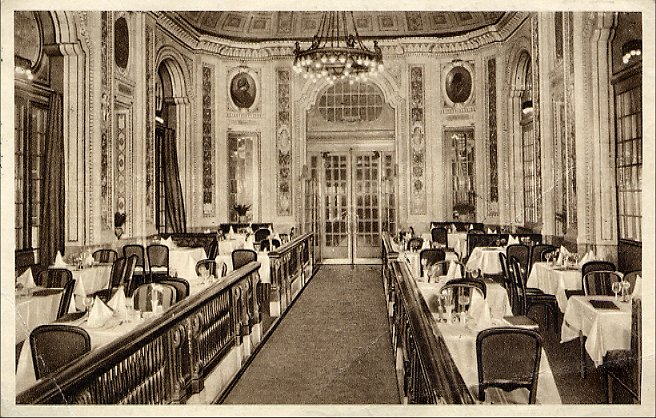
Weinhaus Kempinski, Cadiner Saal, Berlin

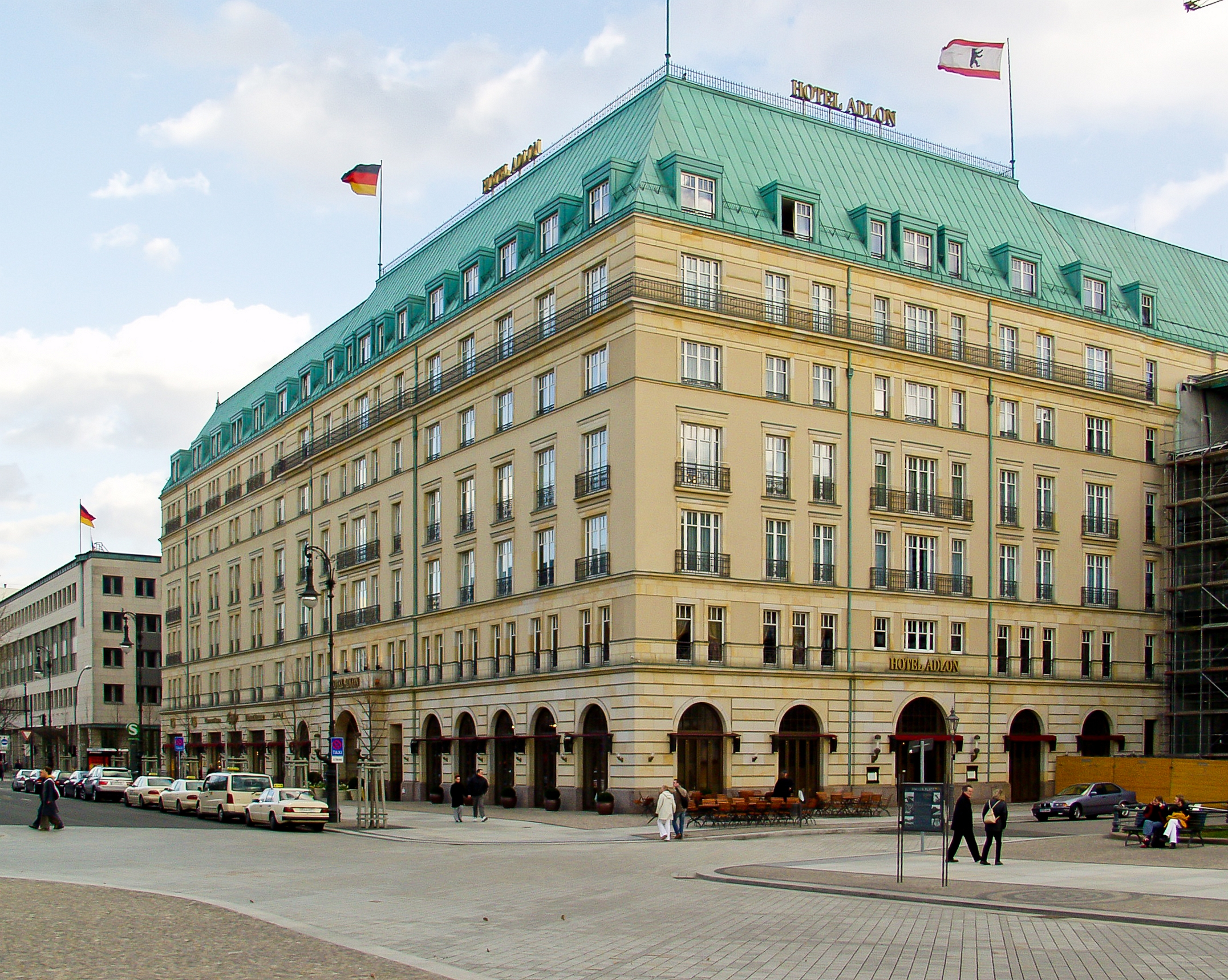
Hotel Adlon Kempinski Berlin

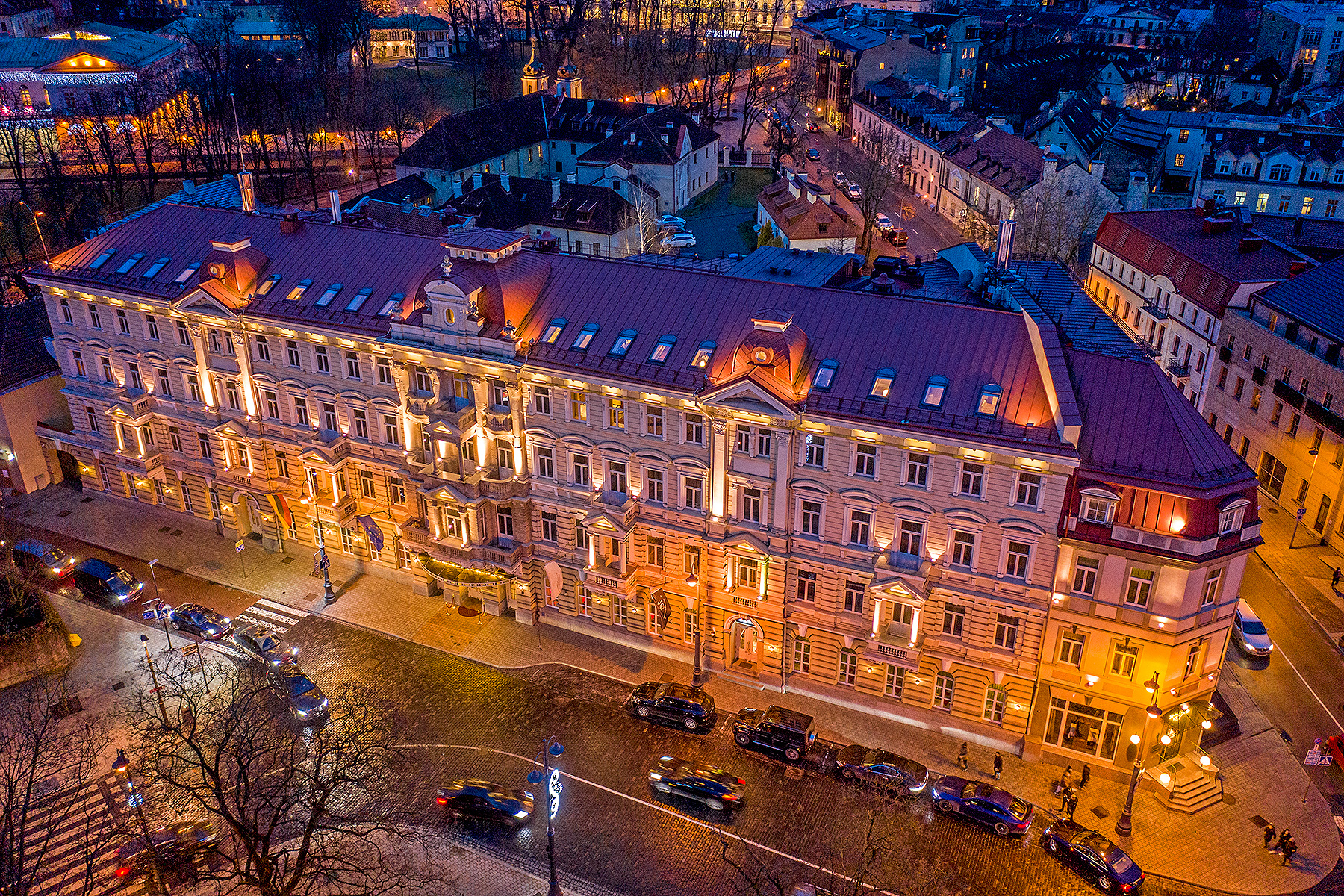
Grand Hotel Kempinski Vilnius

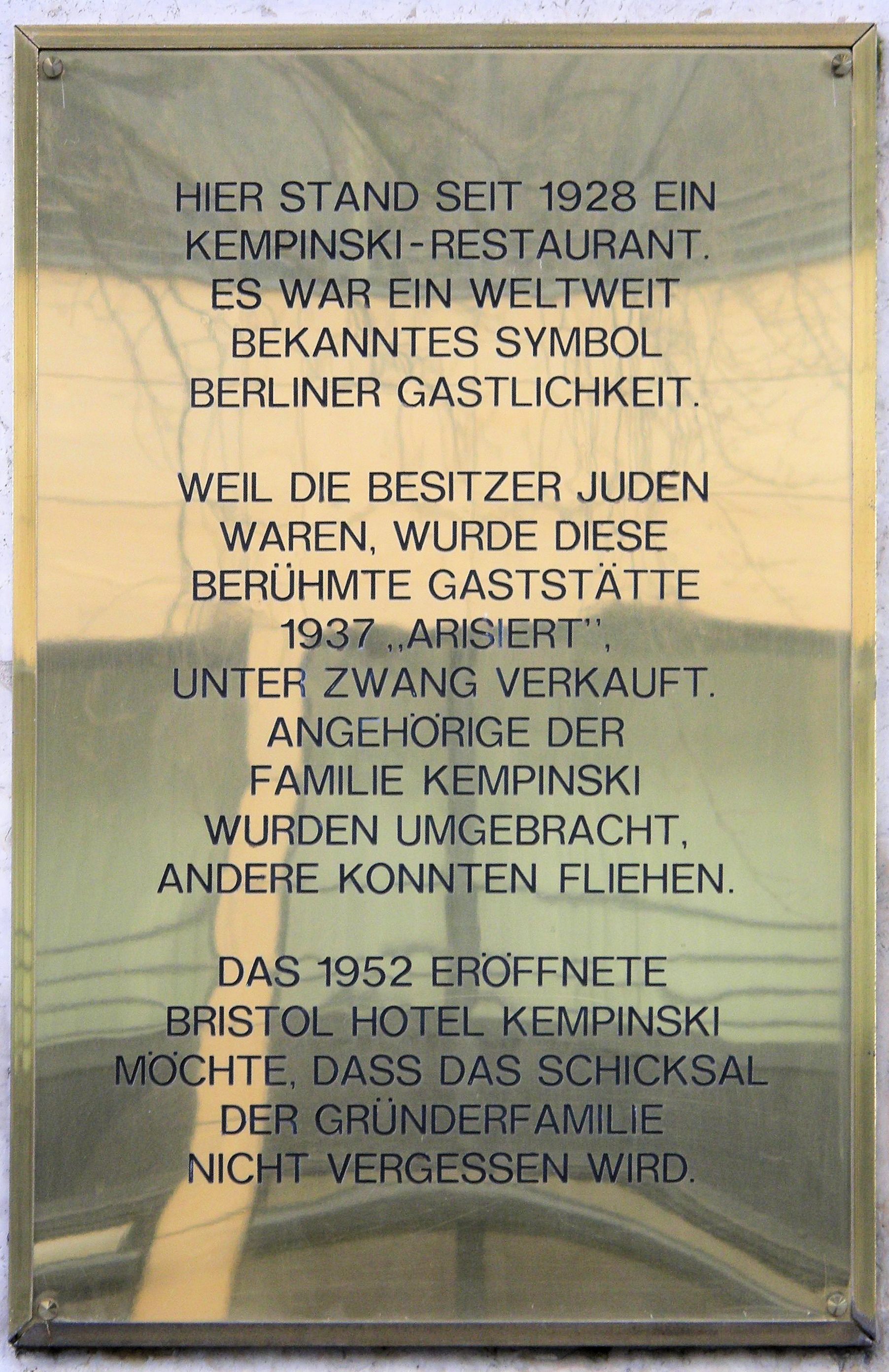
Gedenktafel am Haus Fasanenstraße 21 in Berlin-Charlottenburg

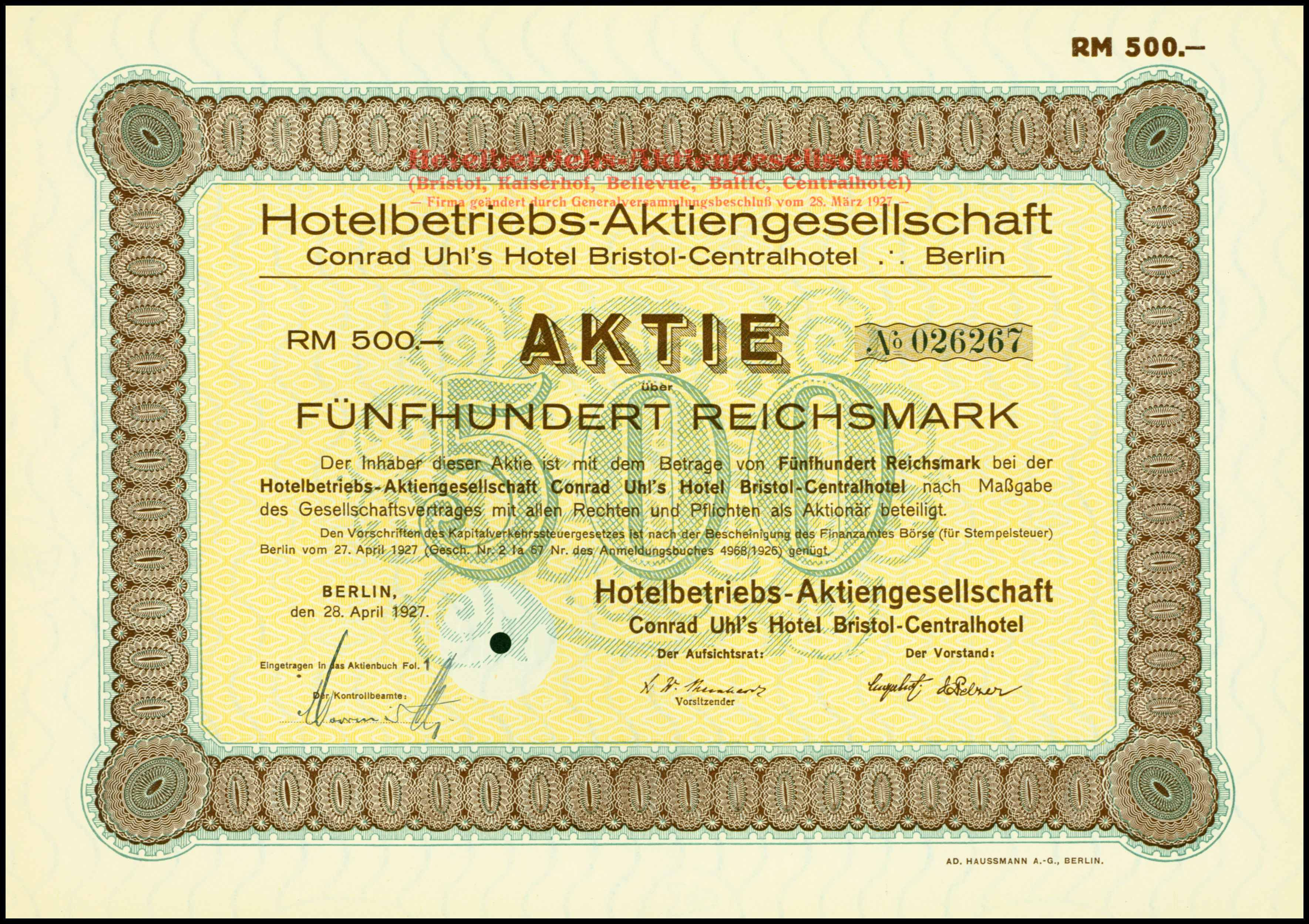
Aktie über 500 RM der Hotelbetriebs-AG vom 28. April 1927

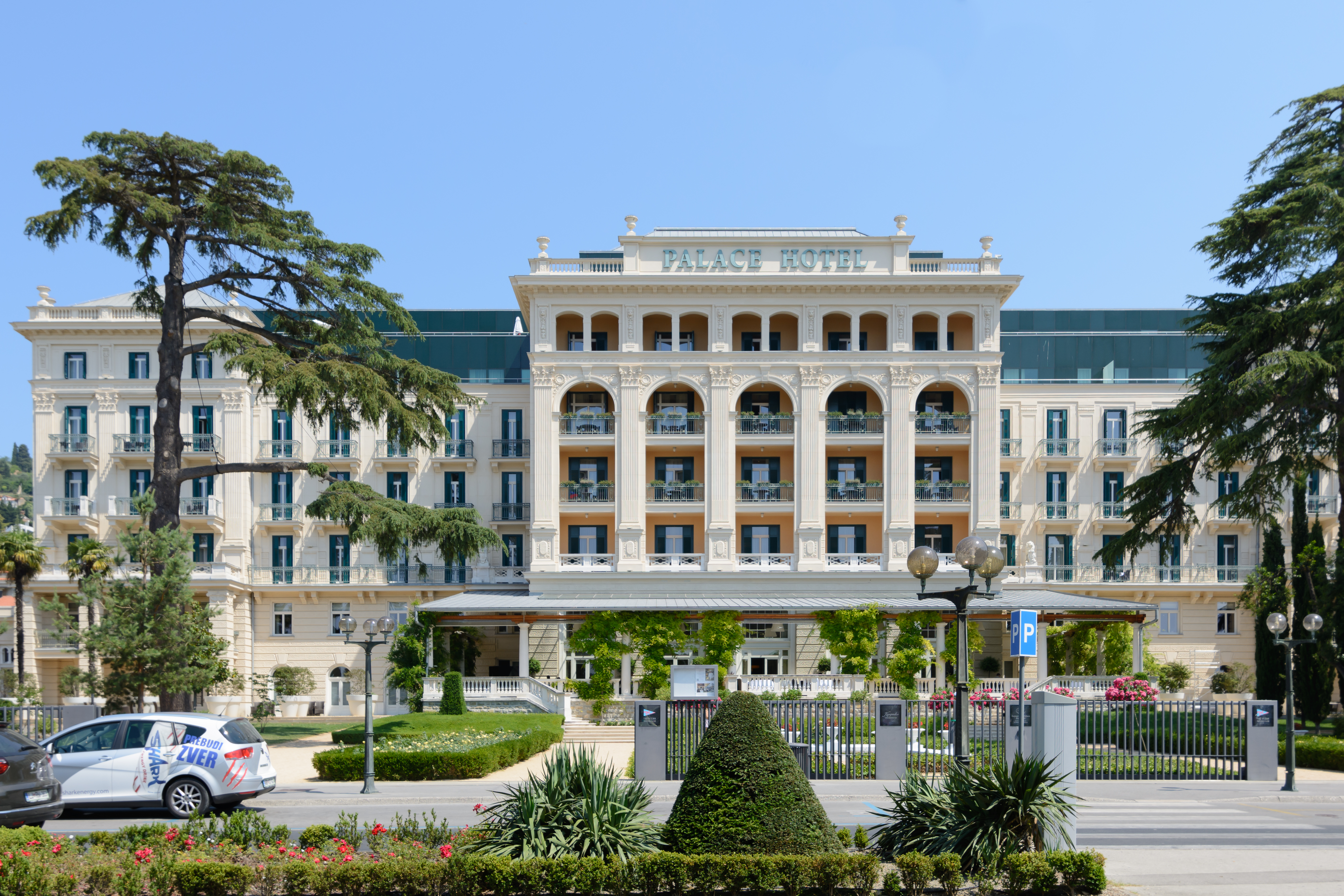
Palace Hotel in Portorož

Kempinski Hotels S.A. ist die älteste europäische Luxushotelgruppe, mit Wurzeln in Berlin und heutigem Sitz in Genf in der Schweiz. Sie ist eine Tochtergesellschaft der Kempinski AG in München, Deutschland. Die Hotelgruppe ist Gründungsmitglied des Hotelnetzwerkes Global Hotel Alliance (GHA).
Größter Anteilseigner der AG sind die Scheichs von Bahrain.

## Unternehmensprofil
Jedes der 5-Sterne-Häuser hat seinen eigenen Stil und Charakter und ist nur schwer mit den anderen Häusern vergleichbar. Zum Portfolio gehören Stadthotels, Grandhotels sowie Ferienresorts und Residenzen.
Die Kempinski-Hotels befinden sich vor allem in Europa, aber auch in Afrika, dem Nahen und Mittleren Osten und Asien. Besonders China ist eine Schwerpunktregion für die Eröffnung neuer Häuser. Kempinski betreibt 75 Fünf-Sterne-Häuser in 30 Ländern (2017).
Mit Ausnahme des Hotels Hotel Vier Jahreszeiten in München, das sich im Besitz der Gruppe befindet, sowie der geleasten Hotels Adlon in Berlin, Grand Hotel des Bains in St. Moritz liegt der Schwerpunkt der Kempinski Hotels auf dem reinen Management der Luxushotels, die sich meist in Privatbesitz befinden.
Das Adlon in Berlin, das Çırağan Palace Kempinski Istanbul, das San Clemente Palace Kempinski in Venedig sowie das The Capitol Kempinski in Singapur haben den Status «Leading Hotel of the World» (Januar 2023). Das Hotel Bristol in Berlin wurde 2008 für ca. 10 Millionen Euro renoviert, verlor aber 2009 den Status Leading Hotels of the World; die Kempinski-Hotels Taschenbergpalais und Schloss Reinhartshausen traten daraufhin ebenfalls aus.

## Geschichte

### M. Kempinski & Co
Der Ursprung der Hotelkette geht auf Berthold Kempinski (1843–1910) zurück, der zunächst ab 1862 bei seinem Bruder Moritz Kempinski in Breslau in dessen Weinhandlung M. Kempinski & Co. tätig war. Nach der Proklamation des Kaiserreiches zog er nach Berlin und gründete dort 1872 unter selbem Firmennamen eine eigene Weinhandlung mit Probierstube und Imbiss in der Friedrichstraße 176. In den Folgejahren baute Kempinski seinen Betrieb zu einer Restaurantkette aus und übernahm auch das ursprüngliche Stammgeschäft seines Bruders in Breslau. Da Berthold und seine Frau Helena Kempinski (1855–1932) keinen männlichen Nachkommen hatten, nahmen sie ihren Schwiegersohn Richard Unger (1866–1947), der ursprünglich Bankier gewesen war, in den Betrieb auf. Später übergaben sie ihm das Unternehmen unter der Voraussetzung, den Namen Kempinski beizubehalten. 1910 starb Berthold Kempinski.
Neben einigen großen Restaurants wurde 1927 ein weiteres am Kurfürstendamm 27 eröffnet (dort steht heute das Hotel Bristol). 1928 übernahm Kempinski das Haus Vaterland am Potsdamer Platz. Ab 1932 pachtete Kempinski das Schloss Marquardt und betrieb es als Hotel. Das Weinhaus Kempinski ging am 1. Mai 1937 mit allen seinen Betrieben unter Billigung der zuständigen Partei-Dienststellen in «arische» Hände über. Erwerber war die M. Kempinski & Co., Weinhaus- und Handels-GmbH, die die Betriebe der nach bisherigen Tradition entsprechend weiterführen werde. Dies teilte der Gauwirtschaftsberater des Gaus Groß-Berlin der NSDAP mit.
Richard Unger emigrierte im Zweiten Weltkrieg gemeinsam mit seiner Familie in die USA und M. Kempinski & Co wurde Teil der Aschinger AG. Ein Feuer zerstörte das Restaurant am Kurfürstendamm 27. Viele Angehörige der einst erfolgreichen Kempinskis wurden von den Nazis verfolgt und in Konzentrationslagern ermordet. Berthold Kempinskis Enkel Friedrich Unger errichtete 1951 ein Hotel auf dem rückgeführten Grundstück am Kurfürstendamm 27. Das Hotel Kempinski wurde 1952 eröffnet. Friedrich Unger verkaufte 1953 seine Anteile und den Namen Kempinski an die Hotelbetriebs-AG.

### Hotelbetriebs-Aktiengesellschaft
Das Unternehmen wurde 1897 von Leopold Koppel gegründet. Es entwickelte sich zum führenden Hotelbetreiber in Berlin. Zu den betriebenen Luxushotels gehören das Hotel Bristol Unter den Linden, Hotel Bellevue und Central-Hotel (mit dem Variete Wintergarten), ebenso Cafés der gehobenen Kategorie wie das Café Kranzler und das Café Bauer.
1926 übernahm Aschinger die Mehrheit an der Aktiengesellschaft. 1927 war eine Übernahme der Berliner Hotelgesellschaft mit den Hotels Kaiserhof und Baltic. 1949 erfolgte eine Enteignung durch den Ost-Berliner Magistrat. Es folgen bescheidene Anfänge in West-Berlin und in Westdeutschland. 1953 kam es zur Übernahme des Hotel Kempinski am Kurfürstendamm. Kempinski erwarb 1957 das Hotel Atlantic in Hamburg. Die Hauptversammlung beschloss 1970 die Namensänderung in Kempinski Hotelbetriebs-AG. Kempinski beteiligt sich mit 50 % am Hotel Vier Jahreszeiten in München.
Das Unternehmen wurde 1977 umbenannt in Kempinski AG. Das Hotel Gravenbruch in Neu-Isenburg bei Frankfurt wird als viertes deutsches Hotel ins Portfolio aufgenommen. Lufthansa erwarb 1985 Anteile bei Kempinski und ermöglicht der Hotelgesellschaft, auch im Ausland Hotels zu betreiben. 1986 wurde die Kempinski Hotels SA in Genf als Trägerorganisation geschaffen. Am 9. September 1999 eröffnete das Kempinski Hotel Falkenstein als drittes Haus der Kette im Rhein-Main-Gebiet. Die Hauptaktionäre beschlossen im August 2002, die restlichen 1,8 % der Anteile der Minderheitsaktionäre zu erwerben.
Bis Februar 2017 war Kempinski mehrheitlich im Besitz des thailändischen Crown Property Bureaus, der Vermögensverwaltung des Königshauses. Insgesamt zählen 79 Hotels in 31 Ländern zum Portfolio der Luxushotelgruppe (Stand März 2017). Seit Februar 2017 verfügen die Scheichs von Bahrain über die Mehrheit im Unternehmen.

## Liste der Kempinski-Hotels
| Hotel                                               | Ort                 | Staat                        | Kontinent      | Anmerkung                                                   |
| --------------------------------------------------- | ------------------- | ---------------------------- | -------------- | ----------------------------------------------------------- |
| Hotel Adlon Kempinski Berlin                        | Berlin              | Deutschland                  | Europa         | Leading Hotel of the World                                  |
| Hotel Taschenbergpalais Kempinski Dresden           | Dresden             | Deutschland                  | Europa         |                                                             |
| Kempinski Hotel Berchtesgaden                       | Berchtesgaden       | Deutschland                  | Europa         | Eröffnung im Mai 2015, Übernahme des ehem. Intercontinental |
| Hotel Vier Jahreszeiten Kempinski München           | München             | Deutschland                  | Europa         |                                                             |
| Royal Residence                                     | München             | Deutschland                  | Europa         | Eröffnung im Juni 2025                                      |
| Kempinski Hotel San Lawrenz                         | Gozo                | Malta                        | Europa         |                                                             |
| Kempinski Hotel Das Tirol Jochberg, Kitzbuehel Alps | Jochberg            | Österreich                   | Europa         |                                                             |
| Palais Hansen Kempinski Wien                        | Wien                | Österreich                   | Europa         |                                                             |
| Kempinski Grand Hotel des Bains St. Moritz          | St. Moritz          | Schweiz                      | Europa         |                                                             |
| Kempinski Palace Engelberg                          | Engelberg           | Schweiz                      | Europa         | ab Sommer 2021                                              |
| Kempinski Hotel Bahìa Marbella Estepona             | Estepona            | Spanien                      | Europa         |                                                             |
| Kempinski Hotel Grand Arena Bansko Bulgaria         | Bansko              | Bulgarien                    | Europa         |                                                             |
| Kempinski Hotel Adriatic                            | Savudrija           | Kroatien                     | Europa         |                                                             |
| Kempinski Hotel Corvinus Budapest                   | Budapest            | Ungarn                       | Europa         |                                                             |
| Hotel Baltschug Kempinski Moskau                    | Moskau              | Russland                     | Europa         |                                                             |
| Kempinski Hotel Moika 22 St. Petersburg             | St. Petersburg      | Russland                     | Europa         |                                                             |
| Kempinski Hotel Cathedral Square                    | Vilnius             | Litauen                      | Europa         | seit Mai 2024: Curio Collection by Hilton                   |
| Grand Hotel Kempinski Riga                          | Riga                | Lettland                     | Europa         |                                                             |
| Kempinski Palace Portorož                           | Portorož            | Slowenien                    | Europa         |                                                             |
| Grand Hotel Kempinski High Tatras                   | Strbske Pleso       | Slowakei                     | Europa         |                                                             |
| Djibouti Palace Kempinski Djibouti                  | Dschibuti (Stadt)   | Dschibuti                    | Afrika         |                                                             |
| Kempinski Hotel Soma Bay                            | Soma Bay            | Ägypten                      | Afrika         |                                                             |
| Kempinski Nile Hotel                                | Kairo               | Ägypten                      | Afrika         |                                                             |
| Royal Maxim Palace Kempinski Cairo                  | Kairo               | Ägypten                      | Afrika         |                                                             |
| Kempinski Hotel Gold Coast City Accra               | Accra               | Ghana                        | Afrika         |                                                             |
| Kempinski Seychelles Resort                         | Baie Lazare         | Seychellen                   | Afrika         |                                                             |
| Villa Rosa Kempinski                                | Nairobi             | Kenia                        | Afrika         |                                                             |
| Olare Mara Kempinski Masai Mara                     | Masai Mara          | Kenia                        | Afrika         |                                                             |
| Kempinski Hotel The Dome Belek                      | Belek               | Türkei                       | Asien          |                                                             |
| Kempinski Hotel Barbaros Bay Bodrum                 | Bodrum              | Türkei                       | Asien          |                                                             |
| Çirağan Palace Kempinski Istanbul                   | Istanbul            | Türkei                       | Asien / Europa | Leading Hotel of the World                                  |
| Kempinski Summerland Hotel & Resort                 | Beirut              | Libanon                      | Asien          |                                                             |
| Kempinski Hotel Muscat                              | Muscat              | Oman                         | Asien          |                                                             |
| Kempinski Hotel Amman Jordan                        | Amman               | Jordanien                    | Asien          |                                                             |
| Kempinski Hotel Aqaba                               | Aqaba               | Jordanien                    | Asien          |                                                             |
| Kempinski Hotel Ishtar Dead Sea Jordan              | Totes Meer          | Jordanien                    | Asien          |                                                             |
| Kempinski Hotel Ajman United Arab Emirates          | Ajman               | Vereinigte Arabische Emirate | Asien          |                                                             |
| Kempinski Hotel Mall of the Emirates Dubai          | Dubai               | Vereinigte Arabische Emirate | Asien          |                                                             |
| Kempinski Hotel & Residences Palm Jumeirah          | Dubai               | Vereinigte Arabische Emirate | Asien          |                                                             |
| Emerald Palace Kempinski Dubai                      | Dubai               | Vereinigte Arabische Emirate | Asien          |                                                             |
| Kempinski Suites & Residences Doha                  | Doha                | Katar                        | Asien          |                                                             |
| Marsa Malaz Kempinski, The Pearl                    | Doha                | Katar                        | Asien          |                                                             |
| Burj Rafal Hotel Kempinski Riyadh                   | Riad                | Saudi-Arabien                | Asien          |                                                             |
| Kempinski Al Othman Hotel Al Khobar                 | Al Khobar           | Saudi-Arabien                | Asien          |                                                             |
| Kempinski Hotel & Resort Sariya Yanbu Red Sea       | Yanbu               | Saudi-Arabien                | Asien          | 2025 eröffnet                                               |
| The Apurva Kempinski Bali                           | Bali, Nusa Dua      | Indonesien                   | Asien          |                                                             |
| Hotel Indonesia Kempinski Jakarta                   | Jakarta             | Indonesien                   | Asien          |                                                             |
| Siam Kempinski Hotel Bangkok                        | Bangkok             | Thailand                     | Asien          |                                                             |
| Kempinski Hotel Nay Pyi Taw                         | Naypyitaw           | Myanmar                      | Asien          |                                                             |
| The Capitol Kempinski Hotel Singapore               | Singapur            | Singapur                     | Asien          |                                                             |
| Kempinski Hotel Beijing Lufthansa Center            | Peking              | China                        | Asien          |                                                             |
| Sunrise Kempinski Hotel Beijing                     | Peking              | China                        | Asien          |                                                             |
| Beijing Yanqi Island Pavilion                       | Peking              | China                        | Asien          |                                                             |
| Yanqi Hotel Managed By Kempinski Beijing            | Peking              | China                        | Asien          |                                                             |
| Kempinski Hotel Changsha                            | Changsha            | China                        | Asien          |                                                             |
| Kempinski Hotel Chengdu                             | Chengdu, Sichuan    | China                        | Asien          |                                                             |
| Kempinski Hotel Chongqing                           | Chongqing           | China                        | Asien          |                                                             |
| Kempinski Hotel Dalian                              | Dalian, Liaoning    | China                        | Asien          |                                                             |
| Kempinski Hotel Fuzhou                              | Fuzhou              | China                        | Asien          |                                                             |
| Kempinski Residences Guangzhou                      | Guangzhou           | China                        | Asien          |                                                             |
| Kempinski Hotel Guiyang                             | Guiyang             | China                        | Asien          |                                                             |
| Kempinski Hotel Hangzhou                            | Hangzhou            | China                        | Asien          |                                                             |
| Kempinski Hotel Huizhou                             | Huizhou             | China                        | Asien          |                                                             |
| Kempinski Hotel Nanjing                             | Nanjing             | China                        | Asien          |                                                             |
| The ONE Executive Suites managed by Kempinski       | Shanghai            | China                        | Asien          |                                                             |
| Grand Kempinski Hotel Shanghai                      | Shanghai – Pudong   | China                        | Asien          | ehem. Gran Melia Shanghai                                   |
| Kempinski Hotel Shenyang                            | Shenyang, Liaoning  | China                        | Asien          |                                                             |
| Kempinski Hotel Shenzhen                            | Shenzhen, Guangdong | China                        | Asien          |                                                             |
| Kempinski Hotel Suzhou                              | Suzhou, Jiangsu     | China                        | Asien          |                                                             |
| Kempinski Hotel Taiyuan                             | Taiyuan             | China                        | Asien          |                                                             |
| Kempinski Hotel Xiamen                              | Xiamen              | China                        | Asien          |                                                             |
| Kempinski Hotel Yinchuan                            | Yinchuan            | China                        | Asien          |                                                             |
| Kempinski Hotel Khan Palace                         | Ulaanbaatar         | Mongolei                     | Asien          |                                                             |
| Cayo Guillermo Resort Kempinski Cuba                | Cayo Guillermo      | Kuba                         | Amerika        |                                                             |
| Gran Hotel Manzana Kempinski La Habana              | Havanna             | Kuba                         | Amerika        |                                                             |
| Cabrits Resort & Spa Kempinski Dominica             | Portsmouth          | Dominica                     | Amerika        |                                                             |
| Kempinski Hotel Cancún                              | Cancún              | Mexiko                       | Amerika        | ehemals The Ritz-Carlton Cancún                             |
| The David Kempinski                                 | Tel Aviv            | Israel                       | Asien          |                                                             |

### Ehemals geplante Kempinski-Hotels
- Deutschland: Bansin auf der Insel Usedom, 2003 Betreibervertrag für Grand Hotel Kempinski Usedom an der Strandpromenade unterzeichnet,[15] spätere Durchführung durch Seetel Hotels, Baubeginn Seetel Grandhotel Am Kaiserstrand 2014[16]

### Ehemalige Kempinski-Hotels
- Argentinien – Hotel Libertador Kempinski Buenos Aires
- Argentinien – ehemals: vier «Boutique Hotels»: Hotel Park Central, Hotel Park Château, Hotel Park Elegance und Hotel Park Plaza.
- Argentinien – Kempinski Patagonia Park Plaza Unique, jetzt: Patagonia Park Plaza Unique El Calafate
- Aserbaidschan – Kempinski Hotel Badamdar Baku, jetzt: Pullman Baku
- Bahrain – Kempinski Grand & Ixir Hotel Bahrain City Centre, seit 2014: Le Méridien Bahrain City Centre und The Westin Bahrain City Centre[17]
- Belgien – Kempinski Hotel Dukes’ Palace Brügge, jetzt: Hotel Dukes’ Palace Bruges
- Bulgarien – Kempinski Hotel Grand Hermitage, Goldstrand; jetzt: Melia Hotel Grand Hermitage
- Bulgarien – Kempinski Hotel Zografski Sofia, jetzt: Hotel Marinela Sofia
- Chile – Hotel Plaza San Francisco Kempinski Santiago
- China – Kempinski Hotel Sanya, Insel Hainan, jetzt: Nadara Resort & Spa
- China – Kempinski Hotel Qingdao, jetzt: Wyndham Grand Qingdao
- China – Kempinski Hotel Haitang Bay Sanya
- China – Kempinski Hotel Wuxi
- China – Kempinski Hotel Xi’an, jetzt: Xi’an Jin Jiang International Hotel
- Hongkong – Furama Kempinski Hotel (ab 1990); 2001 abgerissen
- Deutschland – Kempinski Insel-Hotel, Bonn (1952 bis 1972)[18]
- Deutschland – Kempinski Bel Air Resort Binz (bis 2006, jetzt: Grand Hotel Binz)
- Deutschland – Kempinski Grand Heiligendamm, jetzt: Grand Hotel Heiligendamm
- Deutschland – Kempinski Hotel Rotes Ross Halle (Saale), jetzt: Dormero Hotel Halle (Saale)
- Deutschland – Kempinski Hotel Elephant Weimar, später Luxury Collection, jetzt Autograph Collection by Marriott[19]
- Deutschland – Kempinski Hotel Fürstenhof Leipzig (1996 bis 2000, 2000 bis 2021 Starwood Hotels / The Luxury Collection Hotels & Resorts, nach Schließung 2021 und Sanierung seit 2025 Lumière Boutique-Hotel im Fürstenhof)[20]
- Deutschland – Kempinski Hotel Gravenbruch (1976 bis 2024, danach Übernahme durch Hilton)[21]
- Deutschland – Kempinski Hotel Airport München; (1994 bis 2014, danach Übernahme durch Hilton)
- Deutschland – Hotel Rheinpark Neuss Kempinski Düsseldorf[22] (1982 bis 1983, ab 1984 Rheinpark Plaza Neuss, später bis 2017 Swissôtel, seit 2018 Crowne Plaza)
- Deutschland – Kempinski Hotel & Resort Scharmützelsee, Bad Saarow, später: Arosa Resort
- Deutschland – Schloss Reinhartshausen Kempinski Eltville Frankfurt, Eltville am Rhein
- Deutschland – Kempinski Hotel Bristol Berlin, seit 2017 Hotel Bristol Berlin (als Kempinski Partner Hotel)
- Deutschland – Falkenstein Grand Kempinski in Königstein im Taunus (1999 bis 2019; jetzt Autograph Collection by Marriott)
- Deutschland – Villa Rothschild Kempinski in Königstein im Taunus (2009 bis 2019; jetzt Autograph Collection by Marriott)
- Deutschland – Hotel Atlantic Kempinski Hamburg in Hamburg (1957 bis 2020; seit 2021: Autograph Collection by Marriott[23])
- Griechenland – Kempinski Nikopolis, jetzt: Nikopolis Thessaloniki
- Großbritannien – The Stafford London by Kempinski (bis 2014), jetzt: The Stafford (London)
- Indien – Leela Kempinski, jetzt: The Leela Kovalam Beach (Kerala)
- Indien – The Leela Palace Kempinski Bangalore, jetzt: The Leela Palace Bengaluru
- Indien – The Leela Kempinski Gurgaon Delhi, jetzt: The Leela Ambience Gurugram Hotel & Residences
- Indien – The Leela Kempinski Goa, jetzt: The Leela Goa
- Indien – The Leela Palace, jetzt: The Leela Palace Chennai
- Indien – The Leela Kempinski Kovalam Beach Kerala, jetzt: The Leela Kovalam
- Indien – The Leela Kempinski Mumbai, jetzt: The Leela Mumbai
- Indien – The Leela Palace Kempinski Udaipur, jetzt: The Leela Palace Udaipur
- Indien – The Leela Palace Kempinski New Delhi, jetzt: The Leela Palace New Delhi
- Indien – Kempinski Ambience Hotel, jetzt: The Leela Ambience Convention Hotel Delhi
- Italien – Kempinski Hotel Giardino di Constanza Resort, jetzt: Giardino di Constanza Mazara del Vallo (Trapani)
- Italien – Kempinski Hotel Pragelato Village Turin, jetzt: Pragelato Village Resort
- Italien – San Clemente Palace Kempinski Venedig (bis 2025; seit 2025 Mandarin Oriental)[24]
- Kanada – Ritz-Carlton Kempinski Montreal
- Kanada – Sutton Place Hotel Kempinski Toronto
- D.R. Kongo – Kempinski Hotel Fleuve Congo, Kinshasa (ab 2014)
- Mali – Kempinski Hotel El Farouk Bamako, jetzt: Hotel Laico El Farouk
- Marokko – Hotel Kempinski Mansour Eddhabi, jetzt: Hotel Mansour Eddhabi & Palais des Congrès
- Namibia – Kempinski Mokuti Lodge, jetzt: Mokuti Etosha Lodge
- Namibia – Kempinski Midgard Country Estate, jetzt: Midgard Country Estate
- Österreich – Kempinski Bad Tatzmannsdorf, jetzt: Reiters Supreme Hotel
- Österreich – Palais Hansen Kempinski Wien, jetzt: Anantara Palais Hansen Vienna
- Russland – Grand Hotel Europe, Sankt Petersburg[25]
- Russland – Hotel Nikol’skaya Kempinski Moscow, Moskau; heute: The St. Regis Moscow Nikolskaya (Starwood)
- Russland – Kempinski Grand Hotel Gelendzhik, Gelendzhik (2011 bis 2020; zuvor ab Eröffnung 2007 Hilton)[26]
- Schweiz – Le Mirador Kempinski Lake Geneva, Le Mont-Pèlerin, jetzt: Le Mirador Resort & Spa
- Schweiz – Grand Hotel Kempinski Geneva (bis 2019; zuvor 1980 bis etwa 2010 Hilton); seit 2020: Fairmont Grand Hotel, Fairmont Hotels and Resorts[27]
- Slowakei – Kempinski Hotel River Park, Bratislava, jetzt: Grand Hotel River Park
- Spanien – Grand Hotel Atlantis Bahia Real Fuerteventura
- Spanien – 7Pines Kempinski Ibiza, Ibiza (2019 bis 2021)[28]
- Tansania – Hotel Kempinski Zanzibar, jetzt: Melia Zanzibar Kiwenga Beach
- Tansania – Kilimanjaro Hotel Kempinski in Dar es Salaam, jetzt: Hyatt Regency Dar es Salaam, The Kilimanjaro
- Thailand – Kempinski Hotel Cher Fa Khao Lak, jetzt: JW Marriott Khao Lak Resort and Spa
- Thailand – The Mansion Kempinski Bangkok
- Tschad – Kempinski Hotel N’Djamena Chad, jetzt: Ledger Plaza N’Djamena Chad
- Tschechien – Kempinski Hybernská Prag, jetzt: The Mark Luxury Hotel Prague (seit 2008[29])
- Ukraine – Kempinski Odessa Hotel (2001 bis 2002)
- USA – Hotel 21 East Kempinski Chicago
- USA – Campton Place Hotel Kempinski San Francisco; 2019: Taj Hotels
- USA – Checkers Hotel Kempinski Los Angeles; 2019: Hilton Checkers Los Angeles
- USA – Grand Kempinski Dallas (1988–1997), ehemals The Registry Hotel, ab Nov. 1997 Inter-Continental Dallas, seit 2018 Renaissance Dallas Addison
- Vereinigte Arabische Emirate – Emirates Palace Hotel, Abu Dhabi; seit Januar 2020: Mandarin Oriental[30]

## Medien
- Dora Heinze: Kempinski – eine Berliner Chronik. Produktion des SFB[8]